# Фурутака (тяжёлый крейсер)
«Фурутака» (яп. 古鷹, по названию горы на острове Этадзима) — японский тяжёлый крейсер, первый из двух представителей одноимённого типа.
Построен в Нагасаки в 1922—1926 годах. Активно использовался в межвоенный период, в 1937—1939 годах прошёл в Курэ радикальную модернизацию.
В ходе боевых действий на Тихоокеанском театре Второй мировой войны в 1941—1942 годах в составе 6-й дивизии крейсеров участвовал в захвате Гуама, Уэйка, Рабаула и Лаэ, сражениях в Коралловом море, у острова Саво и у мыса Эсперанс. В ходе последнего боя 12 октября 1942 года был потоплен артиллерийским огнём американских крейсеров.

## Строительство
Заказ на строительство двух 7500-тонных крейсеров в рамках «Новой программы пополнения флота» стоимостью по 15 млн иен каждый был выдан 20 июня 1922 года.
11 августа второму кораблю было присвоено название «Фурутака» (в честь горы на острове Этадзима, рядом с военной академией Императорского флота), а 5 декабря он был заложен на верфи компании «Мицубиси» в Нагасаки под заводским номером 390.
На воду крейсер был спущен 25 февраля 1925 года. На ходовых испытаниях 19 сентября того же года у острова Косикидзима при водоизмещении 8640 тонн и мощности машин 106 352 л. с. он развил 35,221 узла, превысив тем самым контрактные 34,5.
31 марта 1926 года «Фурутака» был передан флоту, почти на 4 месяца опередив заложенный первым «Како».

## История службы
Сразу после вступления в строй «Фурутака» 1 апреля 1926 года был назначен флагманом 5-й дивизии крейсеров (на тот момент включавшей в себя 5500-тонные «Натори», «Юра» и «Сэндай»). 9 мая он совершил показательный переход из Йокосуки в Симоду, вернувшись обратно тем же вечером. На его борту в качестве пассажиров присутствовали высокопоставленные чиновники, в том числе принц Хироясу Фусими, премьер-министр Рэйдзиро Вакацуки и морской министр Такэси Такарабэ. 1 августа флагманом 5-й дивизии стал однотипный с ним крейсер «Како». С 1 декабря иным стал и состав лёгких крейсеров в ней—теперь это были «Нака» и «Дзинцу».
27 марта 1927 года 5-я дивизия вышла в поход из Саэки, прибыв в порт Мако на Пескадорских островах 5 апреля, а 26 апреля вернулась в Сасебо. Летом того же года крейсер участвовал в больших маневрах флота. С 1 декабря состав 5-й дивизии был сведён только к тяжёлым крейсерам и включал теперь «Кинугасу» (флагман), «Аобу», «Како» и «Фурутаку». 2-16 декабря на корабле были проведены работы по доведению его до уровня вступившего в строй позже «Како»: улучшили вентиляцию центральных и кормовых торпедных отсеков, заменили на более совершенные антенны радиостанций, укрепили корпус в районе башен главного калибра.
29 марта 1928 года 4 крейсера 5-й дивизии вышли из залива Ариакэ и 9 апреля прибыли в Рёдзюн, откуда 19-го перешли к Циндао, где прикрывали высадку войск (Вторая Шангунгская экспедиция, начатая под предлогом защиты прав японских граждан на Шаньдунском полуострове). Осенью 1928-го «Фурутака» вместе с подразделением участвовал в очередных маневрах, а 4 декабря—в торжественном смотре флота в Йокосуке, приуроченном к коронации императора Хирохито.
28 марта 1929 года 5-я дивизия вышла в район Циндао, 3 апреля прибыла в Рёдзюн и позже вернулась обратно. 7 ноября крейсер был выведен в резерв (до 1 декабря 1930 года), 24 июля-4 сентября 1930 прошёл ремонт, в ходе которого была улучшена вентиляция и шумоизоляция котельных отделений.
В апреле 1931 года «Фурутака» и «Аоба» совершили плавание в район Циндао. По возвращении крейсер с 29 мая по 29 сентября в Йокосуке прошёл докование и капитальный ремонт.

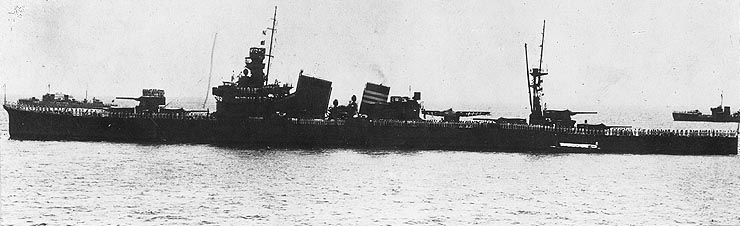
«Фурутака» после модернизации в 1933 году. Видна установленная катапульта.

С 1 декабря 1931 «Фурутака» снова был выведен в резерв, и с февраля 1932 находился в Курэ, где 23 февраля-30 апреля провели очистку днища, а с ноября по февраль 1933 года и первую серьёзную модернизацию. При ней 76-мм зенитные орудия тип 3 заменили на 120-мм тип 10, удлинили первую дымовую трубу, добавили два спаренных 13,2-мм пулемёта тип 93 (над мостиком) и катапульту типа Курэ № 2 модель 1 (перед четвёртой башней ГК).
7 августа 1933 года крейсер был передан в 6-ю дивизию, и вместе с числящимися там же «Аоба», «Кинугаса» и «Како» 21-го прибыл в Токийский залив, а 25-го участвовал в морском смотре в Иокогаме. С 20 ноября 1933 по 31 января 1934 года «Фурутака» проходил докование в Курэ, также в ходе этого была заменена радиостанция. 5-8 сентября крейсер находился в Майдзуру для экстренного ремонта корпуса. В середине сентября «Фурутака» вместе с «Аобой» и «Кинугасой» пришли в Рёдзюн, 27-го совершили поход в район Циндао и вернулись в Сасэбо 5 октября. 29 марта-4 апреля 1935 года они же ходили к устью Янцзы и обратно. По возвращении «Фурутака» проходил ремонт в Курэ с 28 мая по 20 июня. Осенью того же года все 3 крейсера 6-й дивизии участвовали в маневрах флота.
С 15 ноября 1935 «Фурутака» находился в резерве, и 15 февраля следующего года вернулся в состав уже 7-й дивизии, где к тому времени оказались «Аоба» и «Кинугаса». 13 апреля все 3 крейсера вышли из Фукуоки в район Циндао и вернулись в Сасэбо 22-го. 1 мая они участвовали в высокоскоростных маневрах в бухте Юя.

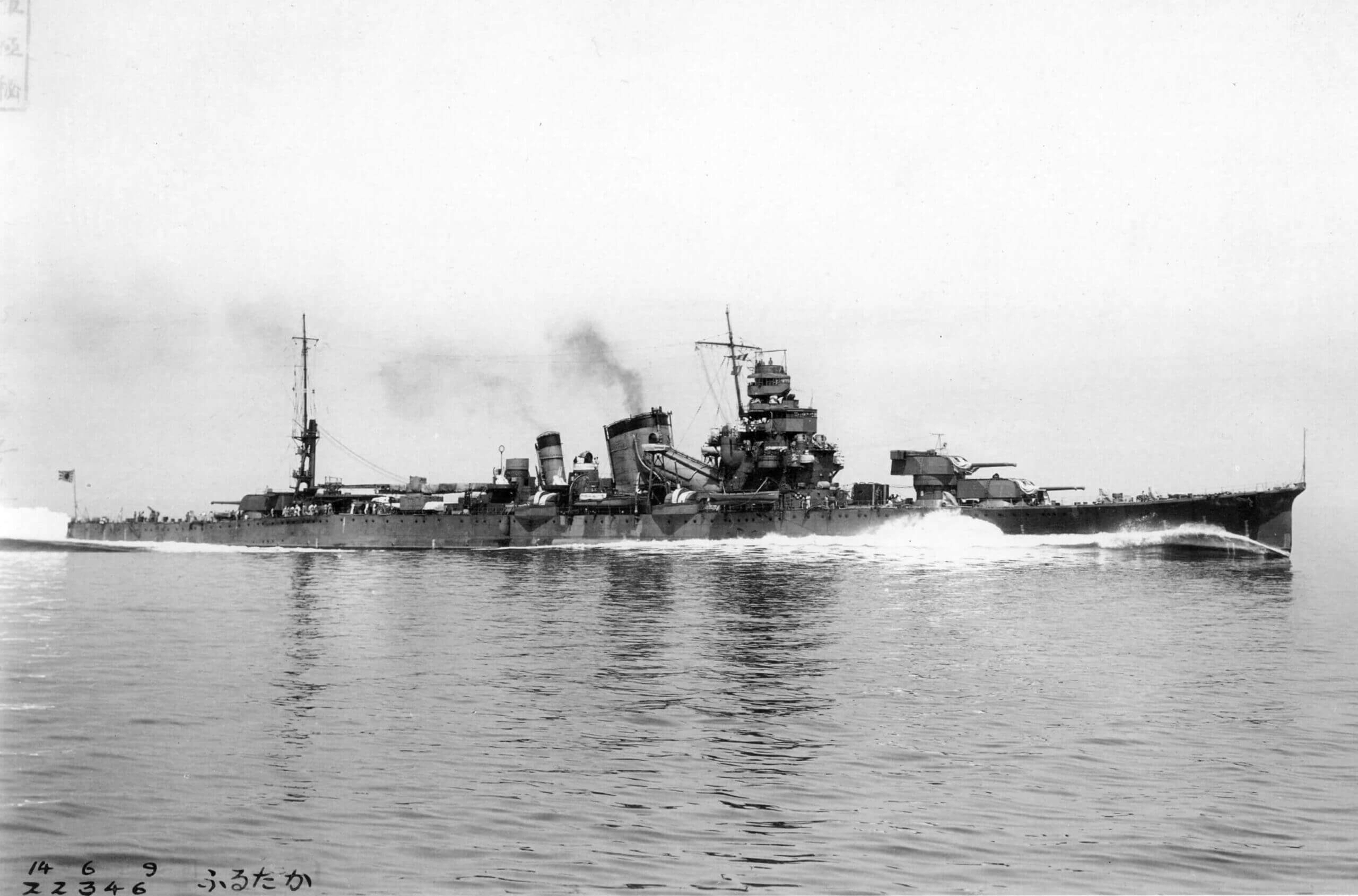
На ходовых испытаниях после реконструкции. Пролив Бунго, 9 июня 1939 года.

1 декабря крейсер был выведен в резерв и 6 марта 1937 года поставлен в сухой док в Курэ для реконструкции, которая началась 1 апреля и продлилась вплоть до 30 апреля 1939 года. При ней шесть 200-мм одиночных установок типа A заменялись на три спаренные 203-мм типа E2 (две в носу, одна в корме), шесть 610-мм спаренных торпедных аппаратов тип 12 на два счетверённых тип 92, добавили 4 спаренных 25-мм зенитных автомата тип 96. Радикально изменились носовая надстройка и системы управления огнём (в частности, были установлены два КДП с ВЦН тип 94). У турбозубчатых агрегатов заменили изношенные лопатки роторов (с доведением суммарной теоретической мощности до 110 000 л. с.), вместо 12 старых котлов разместили 10 новых и сузили заднюю дымовую трубу. На место старой катапульты установили новую Тип № 2 Модель 3 1-й модификации, позволяющую запускать гидросамолёты взлётной массой до 3000 кг. Наконец, были добавлены були и скуловые кили, улучшившие противоторпедную защиту и остойчивость, но снизившие максимальную скорость. Экипаж крейсера после реконструкции возрос и составлял теперь 639 человек (50 офицеров и 589 нижних чинов).
На ходовых испытаниях 9 июня 1939 года у острова Угурудзима в проливе Бунго при водоизмещении 10 630 тонн и мощности машин 103 340 л. с. «Фурутака» развил 32,95 узла. Затем крейсер был передан в состав 6-й дивизии, где уже числился однотипный «Како», на котором аналогичные работы завершили почти за 1,5 года до этого.
26 марта 1940 года оба корабля вышли из бухты Ариакэ к побережью Южного Китая и прибыли в Такао 2 апреля. 11 октября они участвовали в морском смотре в Иокогаме, посвящённом 2600-летию основания японского государства легендарным императором Дзимму.

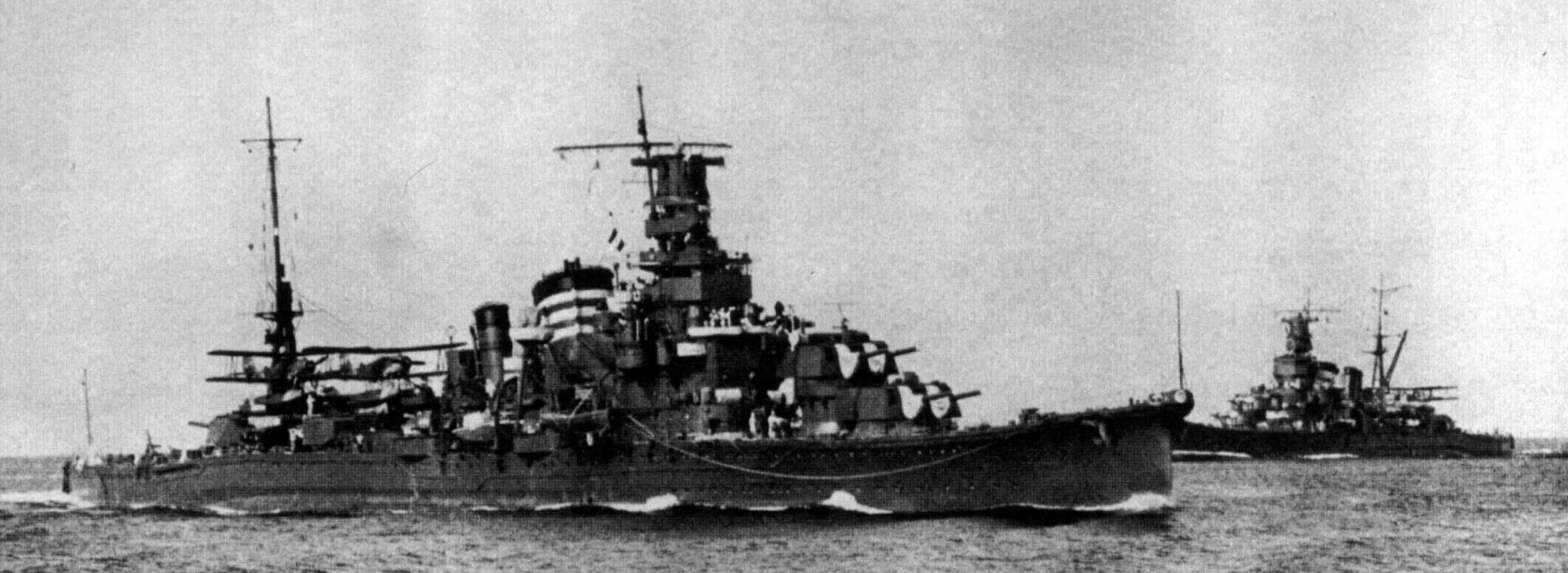
«Фурутака» (на переднем плане) и «Кинугаса» на маневрах. Ноябрь 1941 года.

24 февраля 1941 года «Фурутака», «Како» и «Аоба» вышли из Сасэбо к побережью Южного Китая, зашли в Мако и 3 марта вернулись во Внутреннее море. 5-14 сентября крейсер вместе с «Како» перешёл из Муродзуми в Курэ и всю вторую половину месяца проходил там докование, в ходе которого получил размагничивающую обмотку.
5 и 7 октября 6-я дивизия выходила в район Муродзуми для маневров, 19-20 прибыла в Саэки, где находилась до конца месяца. С 1 по 15 ноября она участвовала в учениях в проливе Бунго. 30 ноября-2 декабря дивизия перешла на остров Хахадзима в архипелаге Бонин.
В тот же день на крейсере приняли шифрованное сообщение «Ниитака-яма ноборэ хито фута мару хати», являющееся кодовым сигналом для начала Гавайской операции. 4-8 декабря соединение перешло к Гуаму и участвовало в его захвате, а 12-го прибыло на Трук. 13-го декабря 6-я дивизия вышла к атоллу Уэйк и 23-го поддерживала его второй штурм, закончившийся капитуляцией американского гарнизона.
18 января 1942 года все 4 крейсера вышли из Трука и 23-го прикрывали высадку японских войск в Рабауле и Кавиенге в ходе операции «О», а 30-го бросили якоря в Рабаульской бухте. 1 февраля в связи с рейдом 8-й оперативной группы вице-адмирала Хэлси (авианосцы «Саратога» и «Энтерпрайз») на атоллы Кваджалейн и Вотье они направились на её перехват, но успеха не достигли и 10 февраля вернулись на базу. 20 февраля «Фурутака», «Како» и «Кинугаса» выходили для преследования обнаруженного у Рабаула «Лексингтона», также неудачного и 23-го пришли на Трук.
2-5 марта 6-я дивизия перешла в Рабаул, и 8-го в ходе операции «СР» вместе с 18-й («Тэнрю» и «Тацута») поддерживала высадку войск в Лаэ и Саламауа. 9-28 марта оба соединения совершали рейсы по маршруту Бука—Рабаул, а 30-31 участвовали в захвате острова Шортленд и порта Киета на Бугенвиле. 7 апреля они поддерживали высадку на Манус, вернувшись 10-го на Трук.
30 апреля 6-я дивизия и лёгкий авианосец «Сёхо» вышли из Трука, и пройдя 2 мая проливом Бугенвиль, 3-го прикрывали захват острова Тулаги. Эта высадка (изначально часть операции «МО», конечной целью которой был захват Порт-Морсби) привела к произошедшему 4-8 мая первому в истории бою авианосных соединений, известному как сражение в Коралловом море. 5 мая 6-я дивизия заправлялась от танкера «Иро», у острова Шортленд, 6-7 её неоднократно и безуспешно атаковали американские самолёты (в том числе дальние бомбардировщики Б-17). 8-го «Фурутака» и «Кинугаса» эскортировали повреждённый авианосец «Сёкаку» до Трука с заходами на Шортленд и Киету, прибыв туда 17-го. 31 мая-5 июня оба крейсера перешли в Курэ и стали там на ремонт, продлившийся до 28-го.
28 июня «Фурутака» и «Кинугаса» покинули Курэ, и простояв 28-30 в Нагасаки, 4 июля прибыли на Трук. Оттуда 5-7 июля они перешли в Киету, где до 9-го заправлялись от танкера «Хоё-Мару». Июль и первую неделю августа они провели, патрулируя подходы к Рабаулу.
В ходе сражения у острова Саво в ночь с 8 на 9 августа «Фурутака» входил в состав соединения вице-адмирала Микава, выпустив по американским кораблям 153 203-мм снаряда и 8 кислородных торпед Тип 93, не получив при этом никаких повреждений. 10 августа крейсер прибыл в Кавиенг, 19-го перешёл в бухту Реката, а 22-го—к Шортленду.
23-26 августа «Фурутака» вместе с «Аоба», «Кинугаса» и «Тёкай» выполнял задачу дальнего прикрытия идущих на Гуадалканал конвоев и вернулся затем обратно. Весь сентябрь он провёл на Шортленде, пополняя запасы.
В ходе сражения у мыса Эсперанс в ночь с 11 на 12 октября входивший в соединение вице-адмирала Гото «Фурутака» вместе с флагманским «Аоба» стал основной целью крейсеров и эсминцев американского 64-го оперативного соединения, имевших фору благодаря наличию радиолокаторов. В 21:49 прямым попаданием была разрушена кормовая башня ГК, а в 21:51 и торпедный аппарат № 2, где начался сильный пожар, что привело к сосредоточению огня по кораблю. В 21:54 крейсер получил пробоину в носовой части с правого борта, а в 21:55 и в районе турбин и начал снижать скорость. Наконец, в 22:05 в результате прямого попадания в машинное отделение был перебит паропровод, и корабль потерял ход. После двухчасовой борьбы за живучесть в 00:08 12 октября был приказ об эвакуации экипажа, которая завершилась к 00:20. «Фурутака» затонул, уходя носом под воду, в 00:28. Это случилось южнее острова Саво, в точке с координатами 09°02′30″ ю. ш. 159°33′30″ в. д.. В ходе боя на крейсере было убито 33 человека (2 офицера и 31 матрос), перед рассветом эсминец «Хацуюки» подобрал 518 членов экипажа (34 офицера, включая командира капитана 1-го ранга Араки, и 484 матроса). По другим данным, эсминцы «Хацуюки», «Сираюки» и «Муракумо» всего приняли на борт 514 моряков, 115 (в том числе 1 офицер) позже попало в американский плен, 110 (в том числе 15 офицеров) пропали без вести.
10 ноября 1942 года «Фурутака» был исключён из списков.

## Командиры
- 15.5.1925 — 1.12.1926 капитан 1 ранга (тайса) Коити Сиодзава (яп. 塩沢幸一)[26];
- 1.12.1926 — 15.11.1927 капитан 1 ранга (тайса) Нобуёси Кикуй (яп. 菊井信義)[26];
- 15.11.1927 — 1.12.1928 капитан 1 ранга (тайса) Ютака Арима (яп. 有馬寛)[26];
- 1.12.1928 — 30.11.1929 капитан 1 ранга (тайса) Дзиро Ониси (яп. 大西次郎)[26];
- 30.11.1929 — 1.12.1930 капитан 1 ранга (тайса) Тосио Тадзири (яп. 田尻敏郎)[26];
- 1.12.1930 — 1.12.1931 капитан 1 ранга (тайса) Синъитиро Матида (яп. 町田進一郎)[26];
- 1.12.1931 — 1.12.1932 капитан 1 ранга (тайса) Кацудзуми Иноуэ (яп. 井上勝純)[26];
- 1.12.1932 — 15.11.1933 капитан 1 ранга (тайса) Тюдзо Такаяма (яп. 高山忠三)[26];
- 1.11.1933 — 15.11.1934 капитан 1 ранга (тайса) Дзиро Сайто (яп. 斎藤二朗)[26];
- 15.11.1934 — 15.11.1935 капитан 1 ранга (тайса) Какудзи Какута (яп. 角田覚治)[26];
- 15.11.1935 — 1.12.1936 капитан 1 ранга (тайса) Дзюньити Мидзуно (яп. 水野準一)[26];
- 1.12.1936 — 1.12.1937 капитан 1 ранга (тайса) Мики Оцука (яп. 大塚幹)[26];
- 1.12.1937 — 20.4.1938 капитан 1 ранга (тайса) Саитиро Томонари (яп. 友成佐市郎)[26];
- 20.4.1938 — 15.12.1938 капитан 1 ранга (тайса) Масао Окамура (яп. 岡村政夫)[26];
- 15.12.1938 — 15.11.1939 капитан 1 ранга (тайса) Акира Ито (яп. 伊藤皎)[26];
- 15.11.1939 — 19.10.1940 капитан 1 ранга (тайса) Кадзутака Сираиси (яп. 白石万隆)[26];
- 19.10.1940 — 28.11.1941 капитан 1 ранга (тайса) Ко Накагава (яп. 中川浩)[26];
- 28.11.1941 — 12.10.1942 капитан 1 ранга (тайса) Цуто Араки (яп. 荒木伝)[26].